# Fylkesordfører
Der Fylkesordfører (Bokmål) oder Fylkesordførar (Nynorsk) bildet seit 1964 die politische Spitze eines norwegischen Fylke. Er wird von den Mitgliedern eines Fylkesting gewählt und leitet dessen Sitzungen. Außerdem leitet er den Hauptausschuss (Bokmål fylkesutvalget, Nynorsk fylkesutvalet). Sein Stellvertreter ist der Varaordfører beziehungsweise Varaordførar.
Sofern ein Fylke nach dem parlamentarischen Verfassungstyp organisiert ist, wird der Fylkesordfører aus den Reihen des Fylkesting gewählt (Kommuneloven § 6-2).
Die Wahl der Fylkesordfører erfolgt im Anschluss an die Fylkestingswahl, die gleichzeitig mit der Kommunalwahl alle vier Jahre durchgeführt wird.

## Aktuelle Fylkesordfører
| Fylke           | Name                  | Partei          |
| --------------- | --------------------- | --------------- |
| Agder           | Arne Thomassen        | Høyre           |
| Akershus        | Thomas Sjøvold        | Høyre           |
| Buskerud        | Tore Opdal Hansen     | Høyre           |
| Finnmark        | Hans-Jacob Bønå       | Høyre           |
| Innlandet       | Thomas Breen          | Arbeiderpartiet |
| Møre og Romsdal | Anders Riise          | Høyre           |
| Nordland        | Eivind Holst          | Høyre           |
| Oslo            | Anne Lindboe          | Høyre           |
| Østfold         | Sindre Martinsen-Evje | Arbeiderpartiet |
| Rogaland        | Ole Ueland            | Høyre           |
| Telemark        | Sven Tore Løkslid     | Arbeiderpartiet |
| Troms           | Kristina Torbergsen   | Arbeiderpartiet |
| Trøndelag       | Tomas Iver Hallem     | Senterpartiet   |
| Vestfold        | Anne Strømøy          | Høyre           |
| Vestland        | Jon Askeland          | Senterpartiet   |

## Frühere Fylkesordfører

### Fylkesordfører 2019–2023
| Fylke                | Name                          | Partei                    |
| -------------------- | ----------------------------- | ------------------------- |
| Agder                | Arne Thomassen                | Høyre                     |
| Innlandet            | Even Aleksander Hagen         | Arbeiderpartiet           |
| Møre og Romsdal      | Tove-Lise Torve               | Arbeiderpartiet           |
| Nordland             | Kari Anne Bøkestad Andreassen | Senterpartiet             |
| Oslo                 | Marianne Borgen               | Sosialistisk Venstreparti |
| Rogaland             | Marianne Chesak               | Arbeiderpartiet           |
| Troms og Finnmark    | Ivar B. Prestbakmo (bis 2021) | Senterpartiet             |
| Troms og Finnmark    | Tarjei Jensen Bech (ab 2021)  | Arbeiderpartiet           |
| Trøndelag            | Tore O. Sandvik               | Arbeiderpartiet           |
| Vestfold og Telemark | Terje Riis-Johansen           | Senterpartiet             |
| Vestland             | Jon Askeland                  | Senterpartiet             |
| Viken                | Roger Ryberg                  | Arbeiderpartiet           |

### Fylkesordfører 2015–2019
| Fylke                                        | Name                     | Partei                    |
| -------------------------------------------- | ------------------------ | ------------------------- |
| Akershus                                     | Anette Solli             | Høyre                     |
| Aust-Agder                                   | Gro Bråten               | Arbeiderpartiet           |
| Buskerud                                     | Roger Ryberg             | Arbeiderpartiet           |
| Finnmark                                     | Ragnhild Vassvik Kalstad | Arbeiderpartiet           |
| Hedmark                                      | Arnfinn Nergård          | Senterpartiet             |
| Hordaland                                    | Anne Gine Hestetun       | Arbeiderpartiet           |
| Møre og Romsdal                              | Jon Aasen                | Arbeiderpartiet           |
| Nordland                                     | Sonja Alice Steen        | Arbeiderpartiet           |
| Nord-Trøndelag (bis 2017)                    | Pål Sæther Eiden         | Høyre                     |
| Oppland                                      | Even Aleksander Hagen    | Arbeiderpartiet           |
| Oslo                                         | Marianne Borgen          | Sosialistisk Venstreparti |
| Rogaland                                     | Solveig Ege Tengesdal    | Kristelig Folkeparti      |
| Sogn og Fjordane                             | Jenny Følling            | Senterpartiet             |
| Sør-Trøndelag (bis 2017) Trøndelag (ab 2018) | Tore O. Sandvik          | Arbeiderpartiet           |
| Telemark                                     | Sven Tore Løkslid        | Arbeiderpartiet           |
| Troms                                        | Knut Werner Hansen       | Arbeiderpartiet           |
| Vest-Agder                                   | Terje Damman             | Høyre                     |
| Vestfold                                     | Rune Hogsnes             | Høyre                     |
| Østfold                                      | Ole Haabeth              | Arbeiderpartiet           |

### Fylkesordfører 2011–2015
| Fylke            | Name                                               | Partei          |
| ---------------- | -------------------------------------------------- | --------------- |
| Akershus         | Nils Aage Jegstad (2011–13) Anette Solli (2013–15) | Høyre           |
| Aust-Agder       | Bjørgulv S. Lund                                   | Høyre           |
| Buskerud         | Morten Eriksrød                                    | Høyre           |
| Finnmark         | Runar Sjåstad                                      | Arbeiderpartiet |
| Hedmark          | Dag Rønning                                        | Senterpartiet   |
| Hordaland        | Tom-Christer Nilsen                                | Høyre           |
| Møre og Romsdal  | Jon Aasen                                          | Arbeiderpartiet |
| Nordland         | Sonja Alice Steen                                  | Arbeiderpartiet |
| Nord-Trøndelag   | Gunnar Viken                                       | Høyre           |
| Oppland          | Gro Lundby                                         | Arbeiderpartiet |
| Oslo             | Fabian Stang                                       | Høyre           |
| Rogaland         | Janne Johnsen                                      | Høyre           |
| Sogn og Fjordane | Åshild Kjelsnes                                    | Arbeiderpartiet |
| Sør-Trøndelag    | Tore Onshuus Sandvik                               | Arbeiderpartiet |
| Telemark         | Terje Riis-Johansen                                | Senterpartiet   |
| Troms            | Knut Werner Hansen                                 | Arbeiderpartiet |
| Vest-Agder       | Terje Damman                                       | Høyre           |
| Vestfold         | Per-Eivind Johansen                                | Høyre           |
| Østfold          | Ole Haabeth                                        | Arbeiderpartiet |